# Eilema claudei
Eilema claudei là một loài bướm đêm thuộc phân họ Arctiinae, họ Erebidae.